# Seol Kyeong-gu
Dans ce nom coréen, le nom de famille, Seol, précède le nom personnel.
Seol Kyeong-gu (hangeul : 설경구 ; hanja : 薛耿求 ; RR : Seol Gyeong-gu ; MR : Sŏl Kyŏnggu) est un acteur sud-coréen, né le 1er mai 1967 dans le district de Seocheon (Chungcheong du Sud).

## Biographie

### Jeunesse et formation
Seol Kyeong-gu naît le 1er mai 1967 dans le district de Seocheon, en Chungcheong du Sud).
Jeune, il étudie à l'Université Hanyang à Séoul, dans le département théâtre et cinéma. Il commence une carrière au cinéma au milieu des années 1990.

### Carrière
En 1999, Seol Kyeong-gu joue dans les films L'Oiseau qui suspend son vol et Rainbow Trout.
En 2000, le film Peppermint Candy de Lee Chang-dong est son premier succès, pour lequel il est élu « meilleur acteur » à la cérémonie des Blue Dragon Film Awards dans la même année.
En 2002, il remporte la même récompense à la cérémonie des Blue Dragon Film Awards pour son rôle dans le film policier Public Enemy — il reprendra ce rôle pour les suites Another Public Enemy (공공의 적 2) en 2005 et Public Enemy Returns (강철중: 공공의 적 1-1) en 2008  —et des Pusan Film Critics Awards pour Oasis, dans lequel il joue le rôle d'un débile léger.
En 2004, il interprète le rôle du catcheur Rikidōzan dans le film du même nom réalisé par Song Hae-seong, pour lequel il prend vingt kilos et doit jouer en japonais.

## Filmographie
- 1996 : A Petal (꽃잎) de Jang Sun-woo : Us
- 1996 : Love Story (러브 스토리) de Bae Chang-Ho
- 1998 : Girls' Night Out (처녀들의 저녁식사) de Im Sang-soo : Gyoo-sik
- 1999 : Phantom: The Submarine (유령) de Min Byeong-cheon : numéro 432
- 1999 : L'Oiseau qui suspend son vol (새는 폐곡선을 그린다) de Jeon Soo-il : Kim
- 1999 : Songeo (송어) de Park Jong-won : Min-soo
- 2000 : Peppermint Candy (박하사탕) de Lee Chang-dong : Kim Yeong-ho
- 2000 : The Legend of Gingko (단적비연수) de Park Je-hyun : Jok
- 2001 : I Wish I Had a Wife (나도 아내가 있었으면 좋겠다) de Park Heung-sik : Kim Bong-soo
- 2002 : Public Enemy (공공의 적 de Kang Woo-seok : Kang Cheol-joong
- 2002 : Oasis (오아시스) de Lee Chang-dong : Hong Jong-doo
- 2002 : Jail Breakers (광복절 특사) de par Park Jeong-woo : Yoo Jae-pil
- 2003 : Silmido (실미도) de Kang Woo-seok : Kang In-chan
- 2004 : Rikidozan (역도산) de Song Hae-sung : Rikidozan / Kim Sin-rak
- 2005 : Another Public Enemy (공공의 적 2) de Kang Woo-seok : Kang Cheol-joong
- 2006 : Cruel Winter Blues (열혈남아) de Lee Jeong-beom : Sim Jae-moon
- 2006 : Lost In Love (사랑을 놓치다) de Choo Chang-min : Woo-jae
- 2007 : Voice of a Murderer (그놈 목소리) de Park Jin-pyo : Han Kyeong-bae
- 2007 : Venus and Mars (싸움) de Han Ji-seung : Kim Sang-min
- 2008 : Public Enemy Returns (강철중: 공공의 적 1-1) de Kang Woo-seok : Kang Cheol-joong
- 2009 : Une Vie toute neuve (여행자) de Ounie Lecomte : le père de Jin-hee
- 2009 : The Last Day (해운대) de Yoon Je-kyoon : Choi Man-sik
- 2009 : Closer to Heaven (내 사랑 내 곁에) de Park Jin-pyo : Kim Jong-do (caméo)
- 2010 : No Mercy (용서는 없다) de Kim Hyeong-joon : Kang Min-ho
- 2010 : Troubleshooter (해결사) de Kwon Hyeok-jae : Kang Tae-sik
- 2010 : Camellia (해결사) de Kwon Hyeok-jae : Yong-soo (segment : Kamome)
- 2012 : The Tower (타워) de Kim Ji-hoon : Kang Yeong-gi
- 2013 : Cold Eyes (감시자들) de Jo Eui-seok : Hwang
- 2013 : The Spy: Undercover Operation (스파이) (협상종결자) de Lee Seung-joon : Cheol-soo
- 2013 : Wish (소원) de Lee Joon-ik : Dong-hoon
- 2014 : My Dictator (나의 독재자) de Lee Hae-joon : Seong-geun
- 2014 : The Long Way Home (서부전선) de Cheon Seong-il : Nam-bok
- 2017 : Lucid Dream (루시드 드림) de Kim Joon-sung : Song Bang-seop
- 2017 : The Merciless (불한당: 나쁜 놈들의 세상) de Byun Sung-hyun : Han Jae-ho
- 2017 : Memoir of a Murderer (살인자의 기억법) de Won Shin-yun : Kim Byeong-soo
- 2017 : 1987: When the Day Comes (1987) de Jang Joon-hwan : Kim Jeong-nam (apparition exceptionnelle)
- 2019 : Idol (우상) de Lee Su-jin : Joong-sik
- 2019 : Birthday (생일) de Lee Jong-eon : Jeong-il
- 2019 : Man of Men (퍼펙트 맨)  de Yong Soo : Jang-soo
- 2021 : The Book of Fish (자산어보) de Lee Joon-ik : Jeong Yak-jeon
- 2022 : Kingmaker (킹메이커) de Byun Sung-hyun : Kim Woon-beom
- 2022 : Yaksha: Ruthless Operations (야차) de Nah Hyeon : Ji Kang-in
- 2022 : I Want to Know Your Parents (니 부모 얼굴이 보고 싶다) de Kim Ji-hoon : Kang Ho-chang
- 2022 : The Boys (소년들) de Jeong Ji-yeong : Hwang Joon-cheol
- 2023 : Phantom (유령) de Lee Hae-young : Junji Muramaya
- 2023 : Kill Bok-soon (길복순) de Byun Sung-hyun : Cha Min-gyoo
- 2023 : The Moon (더 문) de Kim Yong-hwa : Jae-gook
- 2023 : A Normal Family (보통의 가족) de Heo Jin-ho : Jae-wan

## Distinctions

### Récompenses
- Blue Dragon Film Awards 2000 : meilleur acteur pour le rôle de Kim Yeong-ho dans Peppermint Candy
- Grand Bell Awards 2000 : meilleur espoir masculin pour le rôle de Kim Yeong-ho dans Peppermint Candy
- Paeksang Arts Awards 2000 : meilleur espoir masculin pour le rôle de Kim Yeong-ho dans Peppermint Candy
- Blue Dragon Film Awards 2002 : meilleur acteur pour le rôle de Kang Cheol-joong dans Public Enemy
- Grand Bell Awards 2002 : meilleur acteur pour le rôle de Kang Cheol-joong dans Public Enemy
- Korean Film Awards 2002 : meilleur acteur pour le rôle de Hong Jong-doo dans Oasis
- Pusan Film Critics Awards 2002 : meilleur acteur pour le rôle de Hong Jong-doo dans Oasis